# Melanguina diversa
Melanguina diversa är en insektsart som beskrevs av Young 1986. Melanguina diversa ingår i släktet Melanguina och familjen dvärgstritar. Inga underarter finns listade i Catalogue of Life.